# Kim Campbell
Avril Phaedra Douglas "Kim" Campbell (Port Alberni, 10 de marzo de 1947) es una abogada y política canadiense que ejerció como primera ministra de Canadá de junio a noviembre de 1993, siendo la primera y hasta ahora única mujer en ocupar este cargo.

## Biografía
Campbell nació en Port Alberni, Columbia Británica, como hija de Phyllis "Lissa" Margaret (de soltera Cook; 1923–2013) y de George Thomas Campbell (1920–2002), un abogado que prestó servicio en un regimiento de infantería del ejército canadiense en Italia. Su padre nació en Montreal, hijo de padres escoceses, provenientes de Glasgow. Su madre abandonó a la familia cuando ella tenía doce años, dejando a la pequeña Kim y su hermana Alix al cuidado de su padre. Siendo adolescente, Campbell comenzó a utilizar permanentemente el mote de Kim.
En su preadolescencia, Campbell fue reportera y conductora de un programa para niños de la CBC, llamado Junior Television Club.
Campbell y se familia se mudaron a Vancouver, donde asistió a la Prince of Wales Secondary School y fue una estudiante sobresaliente. Se graduó en 1964.

### Carrera política
Impartió ciencias políticas en la Universidad de la Columbia Británica y ejerció la carrera de derecho durante dos años antes de dedicarse a la política. En 1988 fue elegida para el parlamento federal. 

### Primera ministra de Canadá
Bajo el cargo del primer ministro Brian Mulroney, se hizo ministro de Asuntos Indígenas (1989), ministro de Justicia y fiscal general (1990) y ministro de Defensa (1993). Después de la jubilación de Mulroney en junio de 1993, pasó a ser la primera mujer en ocupar el puesto de primer ministro de Canadá.

### Derrota por los liberales
Su mandato fue breve; el 3 de noviembre su partido sufrió la peor derrota de su historia y ella renunció.